# Billiers
Billiers är en kommun i departementet Morbihan i regionen Bretagne i nordvästra Frankrike. Kommunen ligger i kantonen Muzillac som tillhör arrondissementet Vannes. År 2022 hade Billiers 1 056 invånare.

## Befolkningsutveckling
Antalet invånare i kommunen Billiers
| Referens: INSEE |